# Sid Grauman
Sidney Patrick Grauman conhecido como Sid Grauman (17 de março de 1879 - 05 de março de 1950) foi um empresário americano fundador do Grauman's Chinese Theatre, um dos monumentos mais conhecidos e visitados do sul da Califórnia.

## Biografia
Filho de pais judeus, Grauman e seus pais se mudaram para Dawson City mundialmente pela corrida do Ouro de Klondike, quando ele era adolescente, lá trabalhou como jornaleiro. Em Yukon, o jovem Grauman aprendeu uma lição que lhe serviria o resto de sua vida: Que as pessoas estão dispostas a pagar caro por entretenimento. Sid e seus pais começaram a organizar eventos como lutas de boxe, foi também em Yukon que Grauman viu seu primeiro filme. Seu pai David Grauman inicialmente levou seu filho para o Klondike com a ideia de construir um teatro lá. Embora sua família não participasse da extração de ouro em Dawson City, os Graumans ficaram consideravelmente rico por suas atividades de entretenimento em Klondike. O jovem Grauman permaneceu em Dawson City por um tempo. Seus pais se estabeleceram em São Francisco e Grauman se juntou a eles lá em 1900.
David e seu filho decidiram abrir um teatro de vaudeville em São Francisco, na Market Street, chamado Unique Theater. Os Graumans também foram fundamentais no estabelecimento da Northwest Vaudeville Companhia, que se estendia de São Francisco à Minneapolis, Portland e Oregon. A associação trouxe qualidade de entretenimento ao vivo, a preços razoáveis para a área do Noroeste de os EUA. David Grauman tentou expandir seus negócios para Nova York e toda costa leste, mais não foi bem-sucedido; os Graumans perderam a locação do Unique Theater. O prédio foi comprado pelo presidente da cadeia de teatros Orpheum.
Os Graumans expandiram seus teatros dentro de um curto período de tempo, abrindo o Imperial e o Empress na própria São Francisco, e ramificando-se ainda a outras cidades do norte da Califórnia. Em 1917, a família decidiu mudar-se para Los Angeles e construir teatros lá. Eles se aproximaram de Adolph Zukor, que viria a ser o proprietário e fundador da Paramount Pictures, a respeito de um negócio. Zukor concordou em comprar os teatros de sua família em São Francisco e também a ajudá-los com financiamento em iniciar seu negócio em Los Angeles.

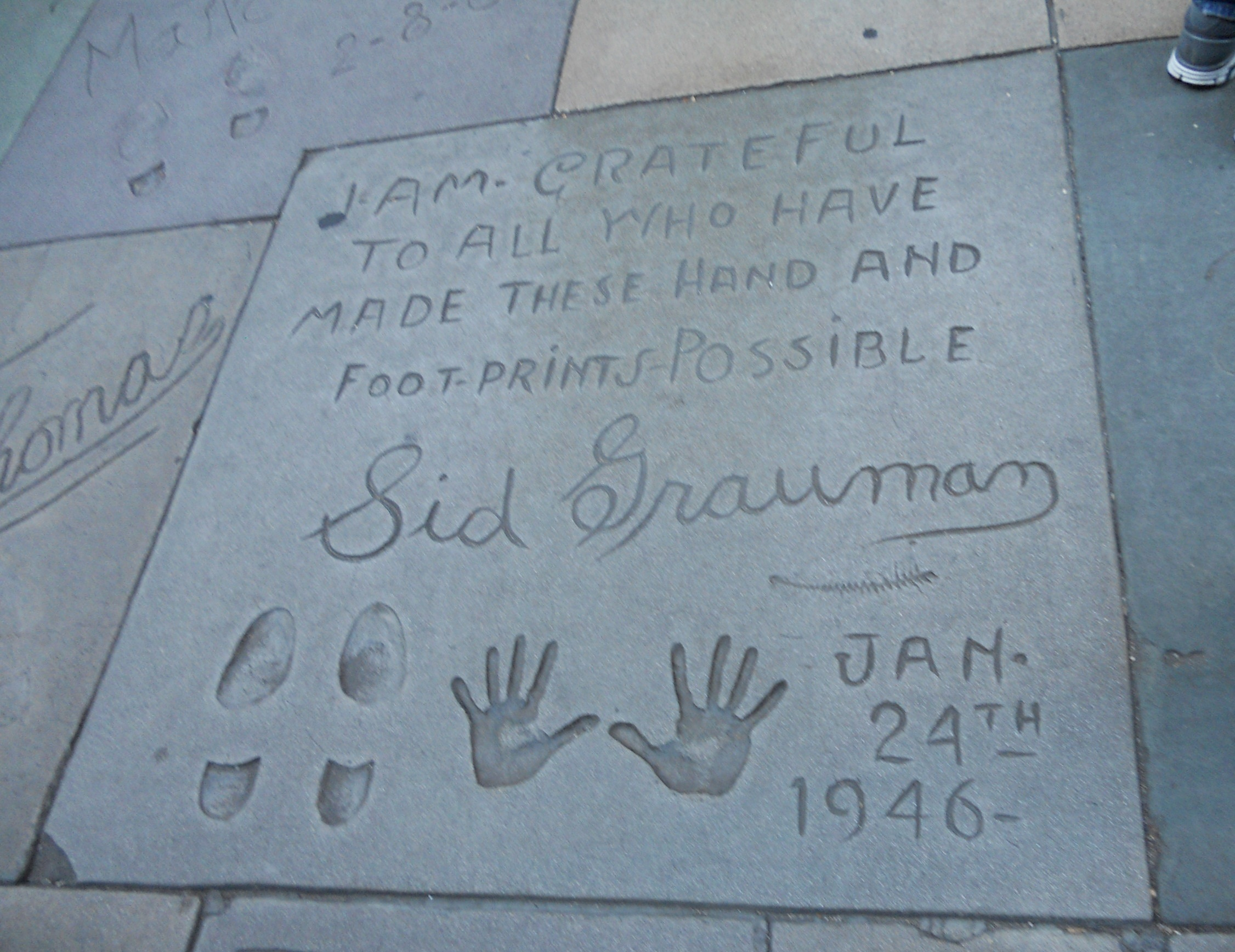
Pegadas e assinatura de Sid Grauman, na calçada da fama do Grauman's Chinese Theatre.

Em 7 de fevereiro de 1903, Sid Grauman abriu o Unique Theatre na 20 East Santa Clara Street, em San José. O teatro apresentava filmes, e atos de vaudeville. Como terremoto de 1906 demoliu o Unique Theatre, Grauman mudou-se para Los Angeles, e lá fundou o Princess Theatre e o mundialmente famoso Grauman's Chinese Theatre em Hollywood.
Em 1921, David Grauman morreu de repente, nunca capaz de ver a conclusão do Grauman's Egyptian Theatre que abriu um ano depois de sua morte. Agora, trabalhando por conta própria, Grauman começou a construção de seu último teatro, o Teatro Chinês, em 1926 e aberto em 18 de maio de 1927. O Grauman's Chinese Theatre é famoso por seu pátio com pegadas e assinaturas de artistas famosos, uma tradição que começou por acidente, enquanto os retoques finais estavam sendo dados no Chinese Theatre. Existem duas versões dessa história; uma diz que a atriz Mary Pickford pisou no cimento fresco enquanto admirava o edifício, e a outra diz que Norma Talmadge, acidentalmente pisou sem querer no cimento. Grauman decidiu que essa era uma ótima maneira de ter um registro permanente das "estrelas", e começou a convidar personalidades do cinema selecionados para colocar a sua mão e pegadas no concreto. Ele mesmo fazia as escolhas; essa tradição continuou após a sua morte através de um sistema secreto para a escolha de celebridades.
Grauman não era o único proprietário do Chinese Theatre, apesar dele levar seu nome. Seus parceiros de negócios no empreendimento foram Mary Pickford, Douglas Fairbanks e Howard Schenck. Dois anos após a sua abertura, ele vendeu sua parte do teatro a Fox West Coast Theatres, mas se manteve como diretor-geral até a sua morte. Hoje, mais de quatro milhões de pessoas visitam o Teatro Chinês anualmente. Grauman, que nunca se casou, dedicava seu tempo à sua mãe, Rosa Goldsmith. Ela foi inclusive a única não-celebridade cuja impressões estão na calçada da fama do Teatro Chinês; depois de sua morte, Grauman manteve todos os seus pertences pessoais.

## Morte
Grauman morreu de uma oclusão coronária no Hospital Cedars-Sinai Medical Center, em Los Angeles em 5 de março de 1950. Está enterrado no Forest Lawn Memorial Park Cemetery em Glendale, Califórnia.